# Davide Re
Davide Re (né le 16 mars 1993 à Milan) est un athlète italien, spécialiste du sprint.

## Biographie
En 2008, il remporte le titre cadets italien sur 300 m en 35 s 12, la meilleure performance italienne de cette catégorie. Médaille de bronze aux Jeux olympiques de la jeunesse européenne et aux Gymnasiades de 2009, il délaisse l'athlétisme pour le ski avant de s'y consacrer à nouveau à partir de 2014 quand il court pour la première fois en 46 s 00 à Rovereto. En 2015, il termine 4e du 400 m lors des Championnats d'Europe de moins de 23 ans. Il déménage ensuite à Rieti en octobre 2016 en prenant comme nouvel entraîneur Maria Chiara Milardi.
Il porte alors son record personnel à 45 s 79 le 10 juin 2017 à Genève. Le 23 juin 2017 à Villeneuve-d'Ascq, il termine 3e des Championnats d'Europe par équipes en battant à nouveau son record en 45 s 56. Le 2 juillet 2017, il remporte le titre national sur 400 m à Trieste en 46 s 07. Le 20 juillet 2017, il porte son record à 45 s 40 à Terminillo, en altitude.
Le 9 juin 2018, il porte son record à 45 s 31 à Genève,
Le 28 juin 2018, il améliore ultérieurement son record à 45 s 26 pour remporter le titre lors des Jeux méditerranéens à Tarragone.
Il est le premier Italien à remporter le doublé 200–400 m lors des Championnats nationaux 2018 à Pescara.
Le 15 juin 2019, il bat le record national du 400 m en 45 s 01 à Genève.
30 juin 2019, il porte son record italien à La Chaux-de-Fond en 44 s 77, en étant battu par Anthony Zambrano, 44 s 68.
Il fait partie du club sportif des Fiamme gialle.

## Palmarès
| Date | Compétition           | Lieu      | Résultat | Épreuve   | Temps         |
| ---- | --------------------- | --------- | -------- | --------- | ------------- |
| 2018 | Championnats d'Europe | Berlin    | 6e       | 4 × 400 m | 3 min 2 s 34  |
| 2018 | Jeux méditerranéens   | Tarragone | 1er      | 400 m     | 45 s 26       |
| 2018 | Jeux méditerranéens   | Tarragone | 1er      | 4 × 400 m | 3 min 3 s 54  |
| 2019 | Championnats du monde | Doha      | 6e       | 4 × 400 m | 3 min 2 s 78  |
| 2021 | Jeux olympiques       | Tokyo     | 7e       | 4 × 400 m | 2 min 58 s 81 |
| 2022 | Championnats d'Europe | Munich    | 8e       | 4 × 400 m | 3 min 3 s 04  |
| 2023 | Championnats du monde | Budapest  | 7e       | 4 × 400 m | 3 min 1 s 23  |

## Records
| Épreuve | Temps   | Lieu              | Date         |
| ------- | ------- | ----------------- | ------------ |
| 400 m   | 44 s 77 | La Chaux-de-Fonds | 30 juin 2019 |